# Hermann Conring (Politiker)

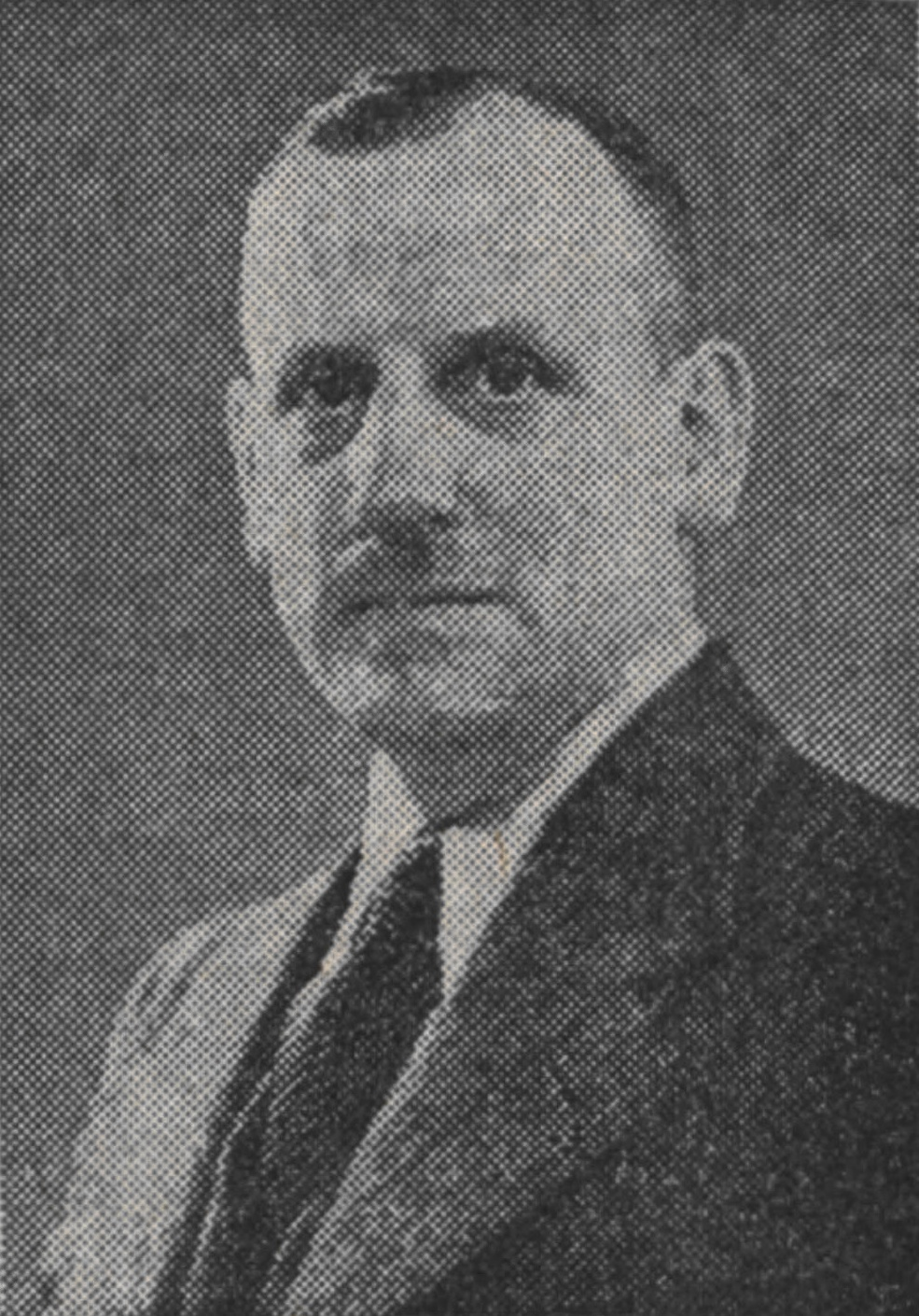
Hermann Conring (1940)

Hermann Johannes Conring (* 4. November 1894 in Aurich; † 9. Februar 1989 in Weener) war ein deutscher Verwaltungsjurist und Ministerialbeamter. In der Zeit des NS-Staats hatte er Funktionen in von der Wehrmacht besetzten Gebieten inne; so war er 1940–1945 Beauftragter des Reichskommissars für die Niederlande in der Provinz Groningen. Nach dem Zweiten Weltkrieg engagierte er sich für die CDU.

## Leben
Conrings Eltern waren der Amtsgerichtsrat Hermann Hajo Conring und die aus Weener stammende Marie Tjaberdine Wilhelmine Hesse. Von 1900 bis 1904 besuchte Conring die Volksschule Aurich und anschließend das königliche Gymnasium (heute: Gymnasium Ulricianum), wo er 1913 die Reifeprüfung ablegte. Conring galt als guter Schüler, der 1912 zum Geburtstag des Kaisers einen Buchpreis erhielt und neben zwei weiteren Mitschülern von der mündlichen Prüfungen befreit wurde.
Conring, der evangelisch-reformierten Glaubens war, studierte 1913–1916 an der Georg-August-Universität Göttingen Rechtswissenschaft. 1913 wurde er im Corps Hannovera Göttingen recipiert. Da Conring, der aufgrund einer angeborenen Behinderung (er wurde ohne linke Hand geboren) für den Militärdienst untauglich war, verblieb er über die Kriegsjahre in Göttingen, wo er ab 1914 die Kriegszeitung des Corps herausgab. Ab 1916 war er Gerichtsreferendar am Amtsgericht Hannoversch Münden.
Im Oktober 1916 bestand er das erste Staatsexamen mit Auszeichnung. 1917 wurde er in Göttingen zum Dr. iur. promoviert. Dansach war er Regierungsreferendar beim Landgericht Springe und ab 1918 beim Landrat Linden tätig. 1919 war er zunächst Vertreter des Landrates in Hameln, anschließend in Springe und danach Hilfskraft beim Oberbürgermeister von Hannover. Am 8. Januar 1921 legte er die Große Staatsprüfung erfolgreich ab und war von 1921 bis 1927 als Regierungsassessor im Preußischen Finanzministerium und dann im Preußischen Staatsministerium tätig. 1927 wurde er zunächst zum stellvertretenden Landrat im Landkreis Northeim ernannt. Ab 1928 hatte er die Stelle dann dauerhaft inne. Gustav Noske, der sozialdemokratische Oberpräsident der Provinz Hannover, beurteilte ihn als „einen weit über dem Durchschnitt stehenden Beamten“. Im April 1930 verlor Landrat Ludwig Kleine in Leer sein Amt, weil er im Provinziallandtag für einen Antrag der Nationalsozialisten gestimmt hatte. Daraufhin wurde Conring zu seinem Nachfolger als Landrat des Landkreises Leer gewählt, wo er bis 1945 im Amt war (seit 1940 beurlaubt). In seiner Amtszeit oblag ihm die Durchführung der preußischen Kreisreform, nach der der Landkreis Leer um die Insel Borkum und die östlich von Emden gelegenen Teile des aufgelösten Landkreises Emden erweitert wurde und nach der Auflösung des Landkreises Weener das Reiderland zukam.

### Funktionen im NS-Staat
1933 war Conring Mitglied im Reichsbund der Deutschen Beamten. Von 1933 bis 1936 gehörte er dem NSRB an. Von 1934 bis 1945 war er zudem Mitglied in der NSV. 1942–1945 war er ehrenamtlicher Präsident der Ostfriesischen Landschaft.
Nach der Machtübernahme der NSDAP im Frühjahr 1933 blieb Hermann Conring als Landrat im Amt, wohl wegen seiner guten Beziehungen zum nationalsozialistischen Ministerpräsidenten des Freistaats Oldenburg Carl Röver, der Conring als Antikommunisten und „national gesinnten Patrioten“ sowie aufgrund seiner Fähigkeiten in der Verwaltung schätzte. Auf der Sitzung des Kreistages am 7. April 1933 bezeichnete Conring die Demokratie als eine Staatsform, die den „unaufgebbaren Kräften des deutschen Volkes“ nicht entspräche. Er beendete seine Rede mit einem dreifachen „Sieg Heil“.
In seiner Funktion als Landrat von Leer unterzeichnete Conring Schutzhaftbefehle gegen Oppositionelle und beantragte beim Regierungspräsidenten die Verhaftung und Überstellung von Kommunisten in Konzentrationslager (so z. B. in das KZ Börgermoor). Als etwa der Viehhändler Henry de Jonge am 7. Juni 1933 wegen Nötigung und Beleidigung eines Landjägermeisters zu drei Monaten Gefängnisstrafe verurteilt wurde, setzte sich Conring für die anschließende Verlängerung seiner „Schutzhaft“ ein: „Jonge ist ein ganz besonders übler marxistischer Jude, der hier an der Grenze unmöglich freigesetzt werden kann.“.1942 wurde de Jonge in Auschwitz ermordet. Ein Vergleich mit anderen ostfriesischen Städten und Kreisen zeigt, dass Erich Drescher (mit dem Conring enge Absprachen hielt) und Conring für fast 2/3 aller Hafttage in Ostfriesland verantwortlich waren.
Ab März 1933 wirkte Conring in Zusammenarbeit mit dem Nationalsozialisten Erich Drescher daran mit, den Leeraner Bürgermeister Erich vom Bruch aus dem Amt zu drängen, indem er diesem seine (rechtswidrige) Absetzung ankündigte. Vom Bruch beging am 7. Mai 1933 Suizid. Die Gauleitung der NSDAP hatte ursprünglich geplant, auch Conring aus seinem Amt als Landrat zu entfernen, da dieser ein „charakterloser, liberalistischer und ehrgeiziger Streber“ sei, der alles vermeide, um bei der Partei anzuecken. Außerdem wurde seine arische Abstammung angezweifelt, eine damals übliche Methode, um Politiker zu diskreditieren. Conring versicherte dem kommissarischen Regierungspräsidenten Gustav Bansi, dass er immer „rechts“ gewählt habe und zuletzt die NSDAP. In einer Stellungnahme wegen der Hissung einer Hakenkreuzfahne und einer schwarz-weiß-roten Reichsflagge vor dem Leeraner Kreishaus schrieb er am 8. März 1933: „Ich selbst habe die Hissung der Flaggen mitveranlasst [...] aus meiner persönlichen politischen Einstellung, da ich auch bei dieser Wahl nationalsozialistisch gewählt habe.“ 1937 überstand er dank des Wohlwollens von Viktor Lutze, dem Oberpräsidenten der Provinz Hannover, eine Intrige der Gestapo. Am 7. Juli 1937 beantragte er auf Aufforderung seines Schutzpatrons Röver die Aufnahme in die NSDAP und wurde rückwirkend zum 1. Mai desselben Jahres aufgenommen (Mitgliedsnummer 5.104.902).
Ab 1939 wurde Conring als Oberkriegsverwaltungsrat im deutsch besetzten Polen und später in Belgien eingesetzt. Von 1940 bis 1945 war Conring im Range eines Wehrmacht-Oberstleutnants zunächst beim Militärbefehlshaber in Frankreich und ab Juni 1940 „Beauftragter des Reichskommissars für die besetzten niederländischen Gebiete für die Provinz Groningen“. Als Friese war er mit einigen Groninger Familien verwandt und sprach die Niederländische Sprache. Am 1. August 1940 begleitete Conring Heinrich Himmler beim Besuch ostfriesischer Bauernhöfe.
Laut Conrings eigenen Angaben nach dem Krieg erfolgte die Kommandierung in die Position in Groningen „wider seinen Willen“. Bei seinem Vorgesetzten Arthur Seyß-Inquart beschwerte er sich erfolglos über ungenügend Machtbefugnisse, und dass er „so gut wie nichts zu sagen“ habe. Er zeigte sich aber äußerst erfolgreich in der Nazifizierung der niederländischen Behörden. Conring hatte sein Büro im Huis Panser neben dem Scholtenhuis, dem berüchtigten Sitz der Gestapo, wo Häftlinge verhört und gefoltert wurden. Conring beschwerte sich beim Kommandeur des Scholtenhuis, Bernard Georg Haase, dass er wegen des Geschreis der misshandelten Opfer, das aus dem „Verhörzimmer“ des Gestapo-Mitarbeiters Robert Lehnhoff drang, nicht arbeiten könne.
In einem persönlichen Gespräch soll Conring geäußert haben, dass man „im Krieg hart sein“ müsse. Der Nationalsozialismus könne nur dann gewinnen, wenn die jüdischen Feinde vernichtet wären. Dem Nationalsozialismus gehöre die Zukunft und nicht den christlichen Kirchen, deren Zeit endgültig vorbei sei. Als der niederländische Politiker Linthorst Homan darum bat, den ersten Geiger der Groninger Orchestervereinigung, Jo Juda, mit Hinweis auf dessen Beethoven-Konzerte aus der Haft zu entlassen, antwortete Conring: „Unmöglich! Beethoven war Germane und ein Jude kann Beethoven nicht verstanden haben.“ Auch schrieb er: „Für die Provinz Groningen wäre es sehr wünschenswert, wenn die Juden möglichst bald aus der Nachbarschaft des Küstenplatzes Delfzijl, insbesondere also aus Appingedam und Winschoten usw. bevorzugt verschwänden.“ Da eine alliierte Luftlandung im Norden der Niederlande erwartet würde, verlange die Wehrmacht einen Abtransport der Juden, weil sie als potentielle Kriegsgegner angesehen würden. Conring verteidigte sich nach dem Krieg: „Auf Ehre und Gewissen, von Vernichtungslagern habe ich nichts gewußt. Ich nahm an, die Juden sollten in Arbeitslagern für die durch Einberufungen geschwächte deutsche Kriegswirtschaft eingesetzt werden.“
Marten Buist, Historiker an der Rijksuniversiteit Groningen, urteilte: „Conring war ein intelligenter Mann und ein ausgesprochener Nazi, der sich mit Kraft seiner Aufgabe widmete, die Groninger zur ‚Neuen Ordnung‘ zu bekehren, [...] Halbe Sachen waren von ihm nicht zu erwarten.“ Er habe entschlossen den Arbeitseinsatz [von Niederländern in Deutschland] und die Deportation von Juden vorangetrieben. Eine aktive Beteiligung an der nationalsozialistischen Judenverfolgung konnte in einem später auf Antrag gegen ihn eingeleiteten Ermittlungsverfahren allerdings nicht festgestellt werden, zumal entsprechende Akten nach der Explosion des Scholtenhuis im April 1945 verbrannt waren.
Im April 1943 schlug Conring in einem Fernschreiben an Staatssekretär Friedrich Wimmer in Den Haag vor, in den Niederlanden konfiszierte Möbel an Bombenopfer in Deutschland zu übergeben. Nach dem Krieg wurde ihm dies vorgeworfen, Conring bestritt allerdings jegliche aktive Mitwirkung an solchen Vorgängen. Erwiesen ist, dass er für sich privat und für die Ostfriesische Landschaft zahlreiche wertvolle Gegenstände aus dem Antiquitätengeschäft der Familie Arent Gans in Delfzijl erwarb, nachdem die jüdische Besitzerin Kornelia Gans-Visser bereits deportiert worden war. Nach dem Krieg mussten die Gegenstände zurückgegeben werden.

### Nach dem Krieg
Nach Kriegsende geriet Conring in automatischen Arrest und verbrachte im Civil Internment Camp Fallingbostel vierzehn Monate in britischer Internierung, aus der er 1947 entlassen wurde. In seinem Entnazifizierungsverfahren behauptete er 1946, er habe in den 1930er Jahren nur unter „allergrößten Schwierigkeiten“ sein Landrats-Amt behalten können und sei 1937 ohne eigenes Zutun als Anwärter in die NSDAP aufgenommen worden. Sein Entnazifizierungsverfahren endete am 2. April 1947 mit einer Einstufung als nomineller Nazi-Unterstützer in Kategorie 5 (Entlastete). Aus seinem Amt als Landrat wurde er formal nie entlassen. Seit 1949 erhielt er Wartegeld, 1957 ließ er sich pensionieren.
1948 wurde Conring Generalsekretär des Landwirtschaftlichen Hauptvereins für Ostfriesland.
1952 kandidierte er für den neuen Kreistag in Leer, der ihn zum Landrat wählte, was er bis 1956 blieb. Seinem früheren Amt entsprach das nicht, sondern umfasste nach der damaligen niedersächsischen Kreisverfassung die ehrenamtliche Repräsentanz des Kreises und den Vorsitz des Kreistages. Im April 1953 wurde er als unabhängiger Kandidat in der Ersatzwahl für Louis Thelemann direkt als Landtagsabgeordneter in den Niedersächsischen Landtag gewählt, dem er bis 1955 angehörte, zunächst als Gast der Unabhängige der DP/CDU-Fraktion. Nachdem er der CDU beigetreten war, errang er in der Bundestagswahl 1953 das Direktmandat im Wahlkreis Leer und gehörte dem Deutschen Bundestag bis 1969 an. In der fünften Legislaturperiode des Bundestages war er nach Konrad Adenauer und Arthur Enk der drittälteste Parlamentarier. Vom 5. Mai 1964 bis 1969 war er stellvertretender Vorsitzender des Haushaltsausschusses des Bundestags. In dieser Funktion trat er nach der Flutkatastrophe von 1953 als einer der Vordenker für den „Küstenplan Niedersachsen“ für dessen Verwirklichung ein. Dieser sah eine gemeinsame Finanzierung von Bund und Land zur Verbesserung der Deiche und der Entwässerung für mehrere Jahre vor, welche eine besondere neu geschaffene Behörde vorgenommen werden sollte. Im Alter von 75 Jahren verzichtete er 1969 aufgrund zunehmender Sehschwäche auf alle Ämter. Im Biographischen Lexikon Ostfrieslands wurde er 1993 als „bedeutendster Ostfriese im 20. Jahrhundert“ bezeichnet.
Seit den 1950er Jahren gab es wiederholt staatsanwaltschaftliche Ermittlungsverfahren gegen Conring wegen seiner Amtsführung als Landrat im Leer zur Zeit des Nationalsozialismus und in der Besatzungsverwaltung in Groningen. Außerdem wurde Conring der Raub von Kunstwerken vorgeworfen. Zu einer rechtswirksamen Verurteilung kam es jedoch nie, unter anderem, weil der zuständige Staatsanwalt in Aurich mehrere Verfahren einstellte. Ein Kläger sei „ersichtlich unglaubwürdig“ und die Vorwürfe „wahl- und maßlos“, begründete der Staatsanwalt die Einstellung. Bei einem zweiten Kläger hielt der Staatsanwalt in einem Vermerk fest, dass dieser ihm „abartig“, möglicherweise „geisteskrank“ und „querulantisch“ erschien. 1962 beantragte die Staatsanwaltschaft Aurich aufgrund einer Anzeige aus Israel die Aufhebung der Immunität Conrings, zog den Antrag jedoch kurz darauf mit dem Hinweis auf die Notwendigkeit weiterer Vorermittlungen zurück.
Am 24. Mai 1965 wurde Conring zu seinem 70. Geburtstag wegen seiner „Verdienste um den Wiederaufbau“ das Große Bundesverdienstkreuz verliehen. Vorgeschlagen hatte ihn wohl der damalige Bundestagspräsident Eugen Gerstenmaier (1906–1986). Daraufhin kam es in den Niederlanden zu Protesten, die Conrings Rolle in der Besatzungszeit thematisierten. Am 1. Juli 1965 drückte die niederländische Regierung gar beim Auswärtigen Amt ihr Befremden über die Entscheidung zur Ordensverleihung aus. Bundespräsident Heinrich Lübke ließ eine Untersuchung über Conring einleiten, die allerdings bereits im August eingestellt wurde, nachdem dieser das Bundesverdienstkreuz zurückgegeben hatte. Conring selbst sagte dazu, dass er den Orden nur zurückgegeben habe, um der Kritik am Staatsoberhaupt den Boden zu entziehen. Sie sei daher kein Schuldeingeständnis und damit auch kein Grund für einen Rücktritt von allen politischen Ämtern. Er kandidierte daraufhin weiter für den Bundestag. Es kam 1965 zu einem weiteren Ermittlungsverfahren, das der zuständige Staatsanwalt in Aurich nach mehreren Jahren ebenfalls einstellte. Am 9. Februar 1989 verstarb er im Alter von 94 Jahren in Weener.